# 震災紀念堂
震災紀念堂（しんさいきねんどう）は、岐阜県岐阜市若宮町2丁目10番地にある慰霊施設。
1891年（明治24年）に発生した濃尾地震の犠牲者を慰霊する施設であり、管理は宗教法人紀念堂。仏教（浄土真宗）により祭祀されている。

## 歴史
1891年（明治24年）10月28日に岐阜県本巣郡西根尾村（現・本巣市）を震源地として発生した濃尾地震は、岐阜県内だけで約5,000人が犠牲となった。この犠牲者を慰霊、及び地震当時の状況を後世に伝える施設として、衆議院議員で元真宗大谷派僧侶の天野若円が中心となり、1893年（明治26年）10月27日に震災紀念堂が建立された。建設費は全国からの寄付金で賄われた。
2017年（平成29年）時点で建物の管理は天野若円の子孫が行っており、祥月命日（地震発生日の10月28日）と月命日には法要が行われている。2010年（平成22年）からは祥月命日の法要後、濃尾震災紀念堂保存機構主催の講演会も開かれている。

## 建築
建物は入母屋造、正面は唐破風造。外観、内部とも浄土真宗本堂形式に基づいている。本尊は阿弥陀如来像。2006年（平成18年）8月3日には国の登録有形文化財に登録された。

## 交通アクセス
- JR岐阜駅バスターミナル（岐阜駅隣接）または名鉄岐阜のりば（名鉄岐阜駅隣接）から岐阜バスに乗車、「柳ヶ瀬」バス停下車、徒歩約5分。